# Bélgica en los Juegos Olímpicos de Helsinki 1952
Bélgica estuvo representada en los Juegos Olímpicos de Helsinki 1952 por un total de 135 deportistas que compitieron en 16 deportes.  
El portador de la bandera en la ceremonia de apertura fue el esgrimista Charles Debeur.

## Medallistas
El equipo olímpico belga obtuvo las siguientes medallas:
| Nombre                                         | Deporte          | Competición             |
| ---------------------------------------------- | ---------------- | ----------------------- |
| Oro                                            |                  |                         |
| André Noyelle                                  | Ciclismo en ruta | Ruta ind. M             |
| Robert Grondelaers André Noyelle Lucien Victor | Ciclismo en ruta | Ruta por eqs. M         |
| Plata                                          |                  |                         |
| Robert Grondelaers                             | Ciclismo en ruta | Ruta ind. M             |
| Robert Baetens Michel Knuysen                  | Remo             | Dos sin timonel (M2-) M |
| Bronce                                         |                  |                         |
| —                                              |                  |                         |